# Prosper (Texas)
Prosper és una població dels Estats Units a l'estat de Texas. Segons el cens del 2000 tenia 2.097 habitants.

## Demografia
Segons el cens del 2000, Prosper tenia 2.097 habitants, 678 habitatges, i 589 famílies. La densitat de població era de 163,6 habitants/km².
Dels 678 habitatges en un 50,3% hi vivien nens de menys de 18 anys, en un 75,5% hi vivien parelles casades, en un 7,4% dones solteres, i en un 13% no eren unitats familiars. En l'11,2% dels habitatges hi vivien persones soles el 3,7% de les quals corresponia a persones de 65 anys o més que vivien soles. El nombre mitjà de persones vivint en cada habitatge era de 3,09 i el nombre mitjà de persones que vivien en cada família era de 3,34.
Per edats la població es repartia de la següent manera: un 33,5% tenia menys de 18 anys, un 6,5% entre 18 i 24, un 36,1% entre 25 i 44, un 17,3% de 45 a 60 i un 6,6% 65 anys o més.
L'edat mediana era de 32 anys. Per cada 100 dones de 18 o més anys hi havia 98,9 homes.
La renda mediana per habitatge era de 64.063 $ i la renda mediana per família de 68.542 $. Els homes tenien una renda mediana de 50.223 $ mentre que les dones 35.707 $. La renda per capita de la població era de 25.672 $. Aproximadament el 6,1% de les famílies i el 7,5% de la població estaven per davall del llindar de pobresa.

## Poblacions més properes
El següent diagrama mostra les poblacions més properes.